# 比利西克 (科捷利瓦區)
50°5′35″N 34°37′54″E / 50.09306°N 34.63167°E
比利西克（烏克蘭語：Більськ）是位於烏克蘭中部波爾塔瓦州裏波爾塔瓦區的村莊，處於沃爾斯克拉河畔，分別距離庫澤明3公里和拉齊基4公里，2022年人口453。